# Svenska Högarna
Svenska Högarna är en ögrupp och ett naturreservat i Blidö socken i Norrtälje kommun i Stockholms län. 
På den största ön Storön finns en fyrplats som också heter Svenska Högarna. Ögruppen är en av Stockholms norra skärgårds ostligaste utposter och ligger cirka 18 distansminuter rakt öster om nordspetsen på Möja. Svenska Högarna saknar reguljär båtförbindelse och är landets mest isolerade bebodda ö. 

## Historia
Svenska Högarna nämns i skrifter från Julita kloster i Södermanland redan 1488. Ön var då ett kronohamnsfiske dit munkarna reste för att byta till sig saltad strömming mot avlat. Här fanns då ett kapell med en kyrkogård. Norr om kyrkogården finns ett par stenlabyrinter, så kallade trojaborgar.
På 1700-talet gavs ett kungligt dekret som ålade byborna på Kudoxa och Rödlöga att hålla lots på Svenska Högarna. Den första permanenta lotsstationen byggdes 1793. På 1870-talet exproprierade staten ögruppen.
På Storön byggdes 1855 en fyrbåk som 1874 ersattes av en fyr konstruerad av Gustav von Heidenstam. Det är den enda Heidenstamfyren i Stockholms skärgård. Fyren automatiserades 1966 och avbemannades 1968. Fyrplatsen blev dock snart åter bebodd. År 2005 bodde fyra personer på ön. De arbetar bland annat åt Naturvårdsverket och Skärgårdsstiftelsen, samt SMHI som har en väderstation på ön.

## Natur
Svenska Högarna är ett naturreservat som omfattar Sveriges största marina reservat på 61 000 hektar och har en intressant marinbiologisk fauna. Ön lockar många flyttfåglar. Bland häckande arter finns sillgrissla och labb. Naturen är karaktäristisk för den allra yttersta skärgården med karga klippor och låga krypande enar. Här finns bland annat två jättegrytor som kallas Jättegubbens byxor eller Trollgubbens byxor. Ögruppens största ö, Storön, har uppmätts i mest soltimmar i hela landet.

## Bilder

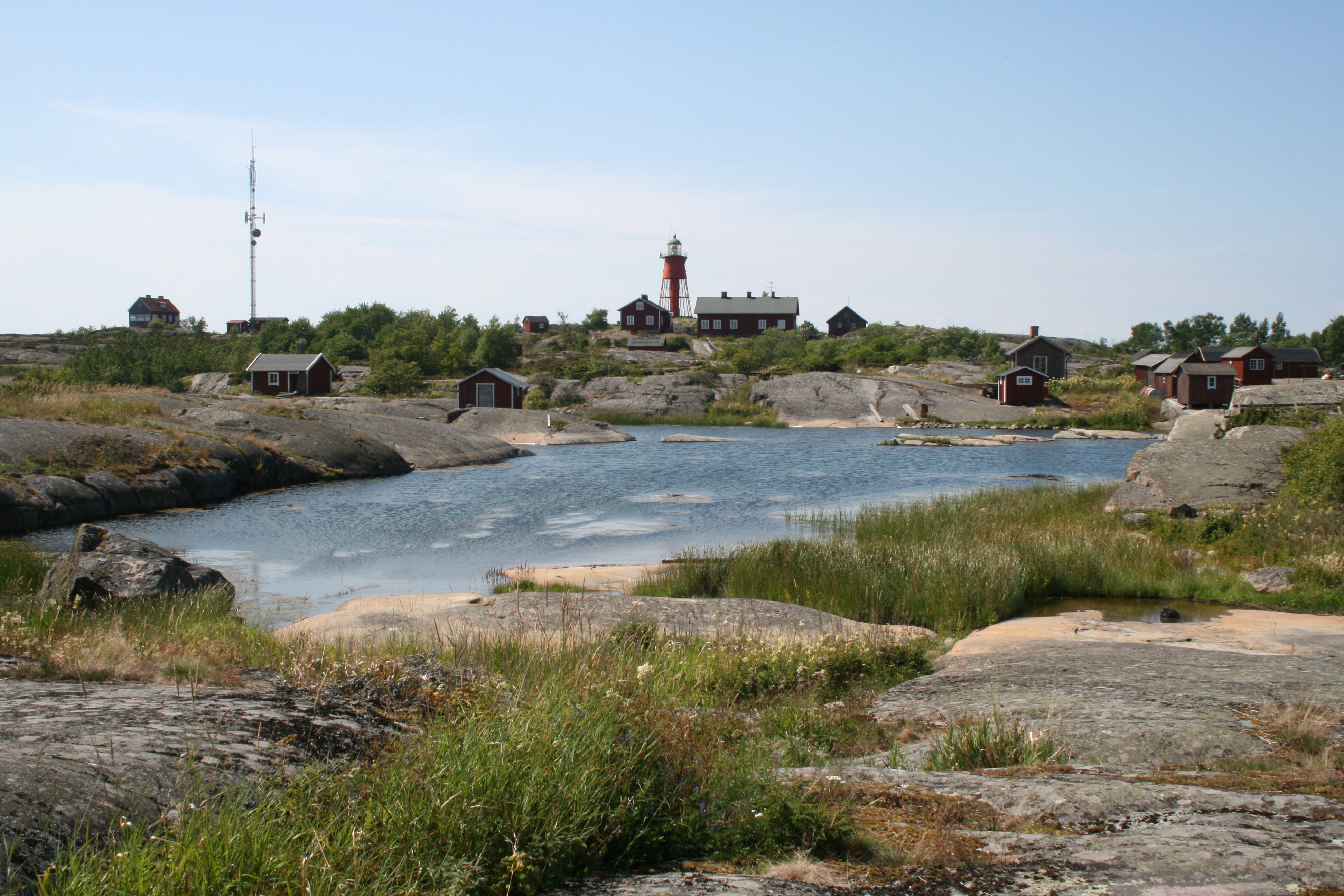
Naturhamnen vid Svenska Högarna. Vy mot väster.
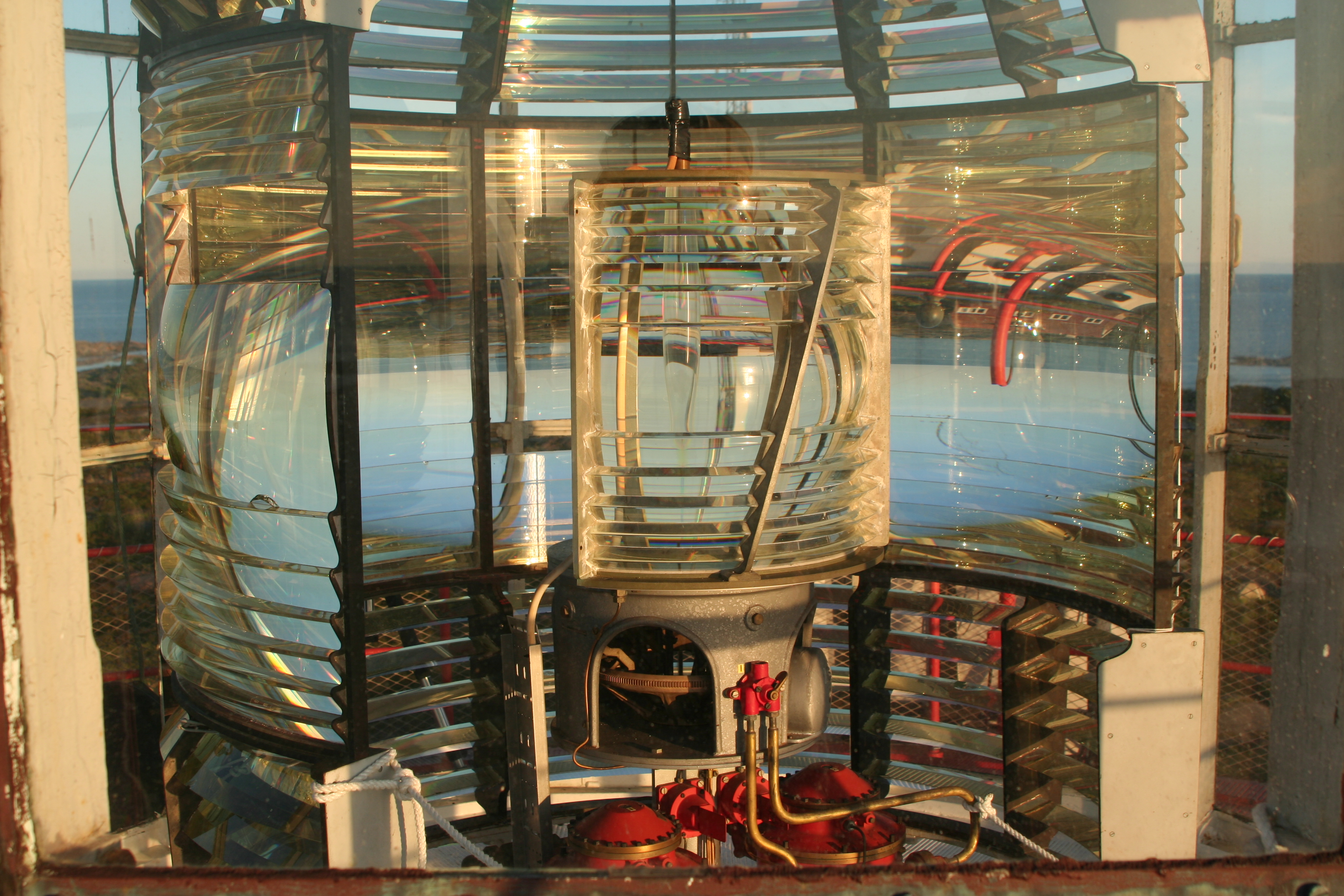
Svenska Högarnas Fyr, Lins. 270 graders 2:a ordningen mot havet och 90 graders 4:e ordningen mot skärgården.

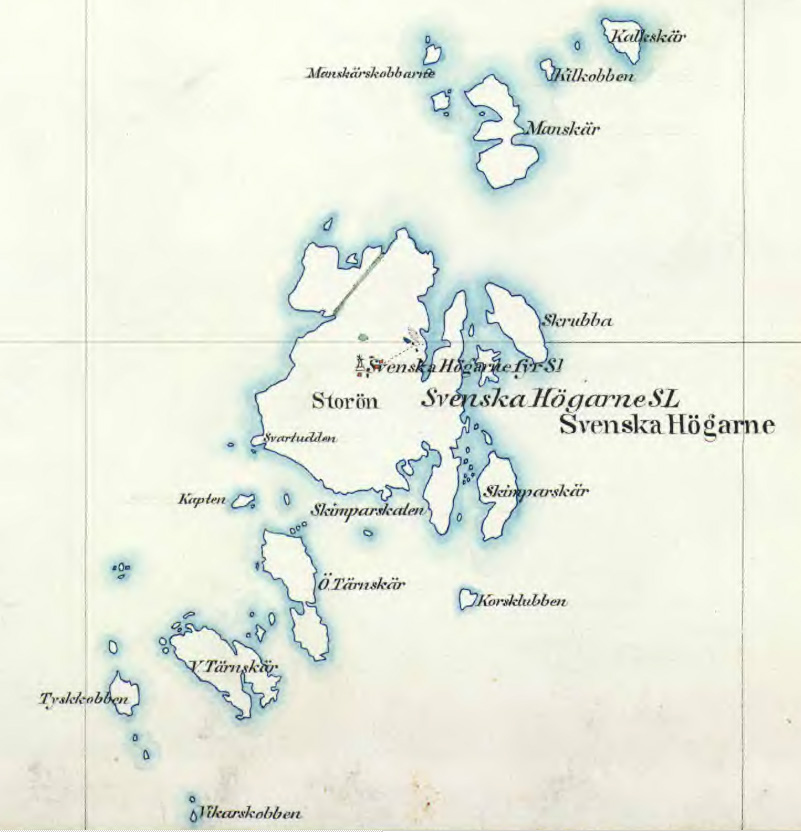
Karta över Svenska Högarna 1901.